# 1581
1581 (MDLXXXI) je bilo navadno leto, ki se je po julijanskem koledarju začelo na nedeljo.

## Dogodki
- Nizozemska (sedem severnih provinc) pod vodstvom Viljema Oranskega razglasi neodvisnost

od Španije